# 올렉산드르 르자우스키
올렉산드르 미콜라요비치 르자우스키(우크라이나어: Олександр Миколайович Ржавський; 1959년 1월 30일 ~ 2022년 3월 27일)는 친러시아 성향의 우크라이나 정치인으로, 1998년부터 2002년까지 최고 라다(우크라이나 의회) 의원으로 재직했다.
르자우스키는 또한 "통일 가족"당의 대표로서 2004년 우크라이나 대통령 선거 후보이기도 했다. 그는 1999년 대통령 선거에 출마하여 0.37%의 득표율을 얻어 9위를 차지했다.
그는 1996년에서 1997년까지 Montazhspetsbank 이사회 부회장을 지냈고, 1997년에서 1998년까지 Koral Bank의 사장을 지냈다. 그는 자신의 프로그램에서 러시아 대통령 블라디미르 푸틴의 방식을 사용하여 우크라이나에 질서를 확립할 것을 약속했다. 2022년 2월 13일, 그는 자신의 페이스북 프로필에 러시아를 점령군으로 보는 개념에 반박하며 "러시아인들이 크림반도의 파시스트 점령군과 같은 방식으로 행동하지 않은 이유"를 수사적으로 묻는 댓글을 게시했다.
2022년 3월 27일, 그는 러시아의 우크라이나 침공 중 키이우주 부차에 있는 자신의 사유지에서 제64분리근위차량화소총여단 소속 병사들에게 살해당했으며, 이는 부차 학살의 일부였다. 그의 딸에 따르면, 그는 러시아 병사들에게 두 번 납치되어 몸값을 요구받았고, 술에 취한 병사들이 그를 총으로 쏴 죽였다. 이 살해는 그의 가족이 목격했으며, 가족은 르자우스키의 페이스북 프로필에 공식 성명을 게시했다.
러시아 언론은 3월 27일에 르자우스키를 살해했다는 것을 부인했으며, 4월 11일에는 르자우스키가 3월 30일에 녹음되었다고 주장하는 날짜가 없는 녹음 파일을 공개했다. 4월 12일, 러시아 수사위원회는 해당 녹음 파일을 "부차 가짜뉴스 조사"에 포함할 것이라고 발표했으며, 이후 르자우스키의 이름은 러시아 국영 언론 보도에서 사라졌지만, 러시아 블로거들은 그가 실제로 살해당했지만 "우크라이나 민족주의자"에 의해 살해당했다고 계속 주장했다.